# RIT São Luís
RIT São Luís é uma emissora de televisão brasileira, instalada na cidade de São Luís, capital do Estado do Maranhão. Opera no canal 21 UHF digital e é uma emissora própria da RIT, pertencente a Fundação Internacional de Comunicação que exibe programas religiosos da Igreja Internacional da Graça de Deus e linha de shows, como jornalismo, programas culinários e femininos, entre outros.
Entre 2003 a 2018, a emissora foi sintonizada pelo canal 20 UHF analógico.

## História
A RIT São Luís entrou no ar em 1º de janeiro de 2003, retransmitindo a programação da RIT, mesmo dia da estréia da Rede.
Entre 2003 a 2009, a emissora nunca se identificou como RIT São Luís, servindo apenas como retransmissão por 24 horas de programação da RIT sem nenhuma perda de sinal, coisa rara acontecer na região em um canal RTV no UHF analógico (além da TV Aparecida no canal 48), pois outros transmitidos na mesma banda na cidade, não permaneciam por muito tempo no ar por problemas técnicos, ocorrências em épocas de chuvas e secas.
A emissora só iniciou exibições de programas locais de pregação de pastores em janeiro de 2009. Entre 2 a 3 de fevereiro do mesmo ano, ficou fora do ar por mais de 24 horas.
Em maio de 2015, devido as reformas nos estúdios, a emissora ficou fora do ar por quase uma semana. Em julho do mesmo ano, nova saída do ar da emissora, desta vez, a troca da nova torre de transmissão, substituindo desde a época da fundação.
Apesar das reformas feitas em 2015, sua imagem e som se deterioram nos anos seguintes, inclusive até interferências no satélite em sinal analógico são captadas pelo canal 20. O motivo real da imagem ser inferior é por que a emissora transmite em formato NTSC, que embora seja barato hoje em dia, é inadequado para padrões televisores brasileiros, já que utiliza-se PAL ou PAL-M. Nos televisores mais antigos e de tubo, a imagem que se vê é apenas em preto e branco. É o mesmo caso da TV Athenas no canal 39 UHF.
Às 23:59:59 do dia 28 de março de 2018, ao contrário de outras emissoras de TVs e da determinação da ANATEL, a RIT São Luís não cessou sua transmissão analógica no canal 20, além de não iniciar seu digital no canal 21 antes da data limite. Naquele dia, a emissora decidiu manter o sinal analógico no ar, enquanto a maioria das emissoras retiraram do ar (com exceção das TVs Cidade e Mirante, que colocaram aviso em que anunciam o fim das transmissões analógicas), o que tecnicamente fez a emissora uma emissora pirata. Só manteve o sinal analógico no ar até início da tarde do dia 3 de abril, por volta das 13 horas.
Na tarde do dia 4 de maio, exatamente um mês depois ter encerrado seu sinal analógico, a emissora volta ao ar, desta vez com seu sinal digital e em caráter experimental, pois bairros de São Luís distantes da torre, não conseguem captá-lo. Em 8 de maio, após os ajustes e a potência estabilizada, o sinal passou ser captado em todo o raio de cobertura que tinha com o analógico, só que o sinal digital é o dobro do analógico. O caso lembra da TV Brasil Maranhão, que iniciou as transmissões digitais (15 de março) em caráter experimental e em sinal definitivo (20 de março).
Desde que a emissora voltou ao ar com o sinal digital, a emissora nunca mais voltou a exibir programas locais que tinha na época do sinal analógico, retransmitindo integralmente toda programação da RIT.
Na noite de 17 de abril de 2019, a emissora saiu do ar e desde então não voltou mais. A saída do ar coincide com as chuvas quase diárias que vem ocorrendo na capital, que já tiraram do ar as emissoras, mas depois voltou ao ar.

## Sinal digital
| Canal virtual | Canal digital | Resolução de tela | Programação                                 |
| ------------- | ------------- | ----------------- | ------------------------------------------- |
| 21.1          | 21 UHF        | HDTV              | Programação principal da RIT São Luís / RIT |

Em 13 de fevereiro de 2015, em portaria publicada no Diário Oficial da União, o MiniCom repassa a concessão do canal 56 UHF para a RIT São Luís, após a TV Maranhense estourar o prazo de três anos (2011 a 2014) para implantar o seu sinal digital.
No entanto, em 2016, com o início das transmissões do 4G em várias partes do país, o canal 56 foi transferido para 21 UHF, próximo ao canal 20 analógico.
Transição para o sinal digital
Com base no decreto federal de transição das emissoras de TV brasileiras do sinal analógico para o digital, a RIT São Luís, bem como as outras emissoras da Grande São Luís, deveria cessar suas transmissões pelo canal 20 UHF em 28 de março de 2018 e inserir aviso sobre mudança do analógico ao seguindo o cronograma oficial da ANATEL.
No entanto, o sinal analógico da emissora só permaneceu no ar até por volta das 13 horas do dia 3 de abril, quando foi exibido o último programa local Como Posso Te Ajudar? (mais conhecido como CPTA) na programação analógica, quando o canal 20 saiu do ar, sem mesmo inserir aviso no sinal analógico.
Na tarde do dia 4 de maio, a emissora inicia as transmissão digital em caráter experimental, já que os bairros de São Luís distantes da torre, não conseguem captá-lo. Em 8 de maio, após os ajustes e a potência estabilizada, o sinal passou ser captado em todo o raio de cobertura que tinha com o analógico, só que desta vez, o sinal digital é o dobro da potência que tinha com o analógico.
O caso lembra da TV Brasil Maranhão, que iniciou as transmissões digitais em 15 de março e só era captado em alguns bairros próximo a torre e em 20 de março, o sinal pôde ser captado fora da cidade que tinha com na época do analógico.

## Programas
Na época do sinal analógico, a emissora exibia os seguintes programas locais religiosos:
- Como Posso Te Ajudar? (CPTA)
- Maranhão na Graça
- A Hora da Graça de Deus